# 保罗·冯·哈泽

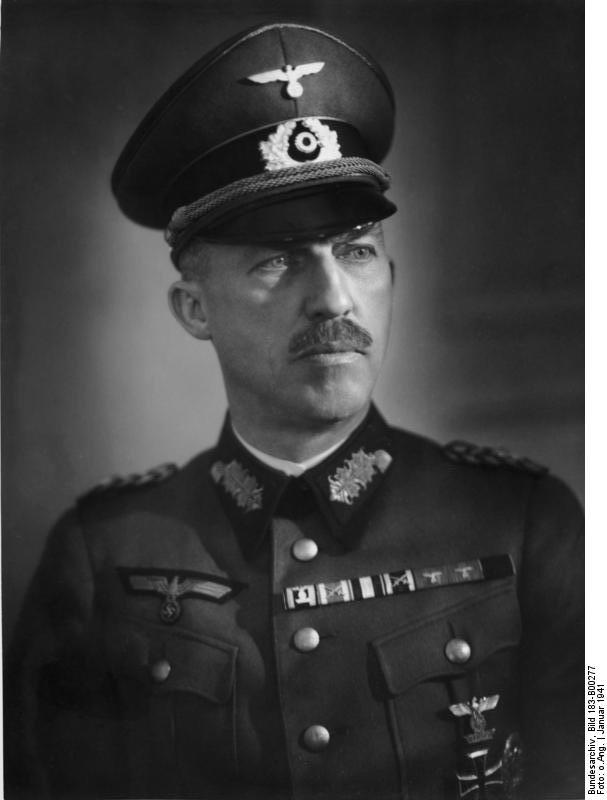
保罗·冯·哈泽

卡尔·保罗·伊马努埃尔·冯·哈泽（Karl Paul Immanuel von Hase，1885年7月24日 - 1944年8月8日）是一位納粹德國职业军人，曾参与反阿道夫·希特勒和纳粹政权的德国抵抗运动。
1938年起，哈泽就知晓威廉·卡纳里斯、汉斯·保罗·奥斯特、埃爾溫·馮·維茨萊本、弗朗茲·哈爾德以及埃里希·霍普納等人的反希特勒密谋。他自己的外甥迪特里希·潘霍華也参与了密谋。
1944年7月20日密谋案失败后，哈泽命少校奧托·恩斯特·雷莫去封锁柏林政府区。奧托·恩斯特·雷莫后来撤除了警戒线，結果哈泽在和約瑟夫·戈培爾进餐时被盖世太保逮捕。
1944年8月8日，人民法院举行针对哈泽等其他密谋者的审判，哈泽被判处死刑，並于当天晚些时候在柏林普勒岑湖監獄被处以绞刑。